# Charles Judels
Charles Judels (* 17. August 1882 in Amsterdam; † 14. Februar 1969 in San Francisco, Kalifornien) war ein niederländisch-amerikanischer Schauspieler.

## Leben und Karriere
Charles Judels, gelegentlich auch Charles Judel, wurde 1882 in den Niederlanden geboren. Als junger Mann lebte er allerdings schon in den Vereinigten Staaten, ab 1902 bis einschließlich des Jahres 1947 war er in rund zwei Dutzend Broadway-Produktionen zu sehen. Judels spielte komische Rollen in erfolgreichen Musicals wie George M. Cohans Mary (1920) und trat auch bei den Ziegfeld Follies auf. Parallel zu seiner Bühnenkarriere war er ab 1915 auch im Filmgeschäft tätig, unter anderem an der Seite von Marion Davies in Little Old New York. Mit Komikern wie Fatty Arbuckle, Jack Haley und Shemp Howard trat er Anfang der 1930er Jahre in vielen Kurzfilm-Komödien bei Warner Brothers’ Vitaphone.
In den 1930er und 1940er Jahren spielte er viele kleinere Nebenrollen bei größeren Kinofilmen, vor allem von Metro-Goldwyn-Mayer, wobei er wegen seines Talents bei der Nachahmung von Akzenten vor allem auf die Darstellung von Ausländern spezialisierte: Italiener, Griechen, Deutsche, Franzosen, Russen, Schweizer und Spanier verkörperte Judels im Laufe seiner Karriere. So spielte er 1937 in Als Salontiroler einen Schweizer Käsefabrikanten, der sich mit Laurel und Hardy eine Fehde liefert, zwei Jahre später war er in Ernst Lubitschs Ninotschka als Pariser Wirt, in dessen Restaurant Greta Garbos Figur das Lachen lernt, zu sehen. Bekannt wurde er durch seine Arbeit an Walt Disneys Zeichentrickfilm Pinocchio (1940), bei welchem er den beiden Schurkenfiguren Stromboli und Kutscher seine Stimme lieh.
Seine letzte von über 140 Kinrollen spielte Judels 1949 als danitischer Händler im Bibelfilm Samson und Delilah  von Cecil B. DeMille. Er starb zwanzig Jahre später im Alter von 86 Jahren in San Francisco.

## Filmografie (Auswahl)
- 1915: Old Dutch
- 1923: Little Old New York
- 1930: The Doorway to Hell
- 1931: Herz am Scheideweg (The Easiest Way)
- 1931: Women of All Nations
- 1932: Ein ausgefuchster Gauner (High Pressure)
- 1932: Eine Stunde mit Dir (One Hour with You)
- 1934: Zirkus Barnum (The Mighty Barnum)
- 1936: Der Held der Prärie (The Plainsman)
- 1936: Suzy
- 1936: Der große Ziegfeld (The Great Ziegfeld)
- 1936: San Francisco
- 1936: Love on the Run
- 1937: You’re Only Young Once
- 1937: Der Held im Ring (When’s Your Birthday?)
- 1937: Maienzeit (Maytime)
- 1937: Die Braut trug Rot (The Bride Wore Red)
- 1937: Swing High, Swing Low
- 1938: Laurel und Hardy – Als Salontiroler (Swiss Miss)
- 1938: Mad About Music
- 1939: Ninotschka (Ninotchka)
- 1939: Idiot’s Delight
- 1939: Balalaika
- 1939: Tanz auf dem Eis (The Ice Follies of 1939)
- 1940: Ein Nachtclub für Sarah Jane (It All Came True)
- 1940: Bitter Sweet
- 1940: Die wunderbare Rettung (Strange Cargo)
- 1940: Stranger on the Third Floor
- 1940: Galopp ins Glück (Down Argentine Way)
- 1940: Pinocchio (Stimme)
- 1941: Cheers for Miss Bishop
- 1941: This Woman Is Mine
- 1941: Papa braucht eine Frau (Kathleen)
- 1942: Der König von Texas (American Empire)
- 1942: Tortilla Flat
- 1943: Du Barry Was a Lady
- 1943: Blutiger Schnee (Northern Persuit)
- 1944: Knickerbocker Holiday
- 1944: Kismet
- 1945: Sunbonnet Sue
- 1946: Karten, Kugeln, Banditen (Plainsman and the Lady)
- 1946: Der Bandit von Sacramento (In Old Sacramento)
- 1946: Whistle Stop
- 1948: Der Rächer von Texas (Panhandle)
- 1949: Samson und Delilah (Samson and Delilah)